# Nordbahn Eisenbahngesellschaft
De Nordbahn (afgekort: NBE) is een spoorwegonderneming met hoofdkantoor in Hamburg, Duitsland. Het bestaat sinds december 2002 en is een dochteronderneming van BeNEX en AKN Eisenbahn.

## Lijnennetwerk

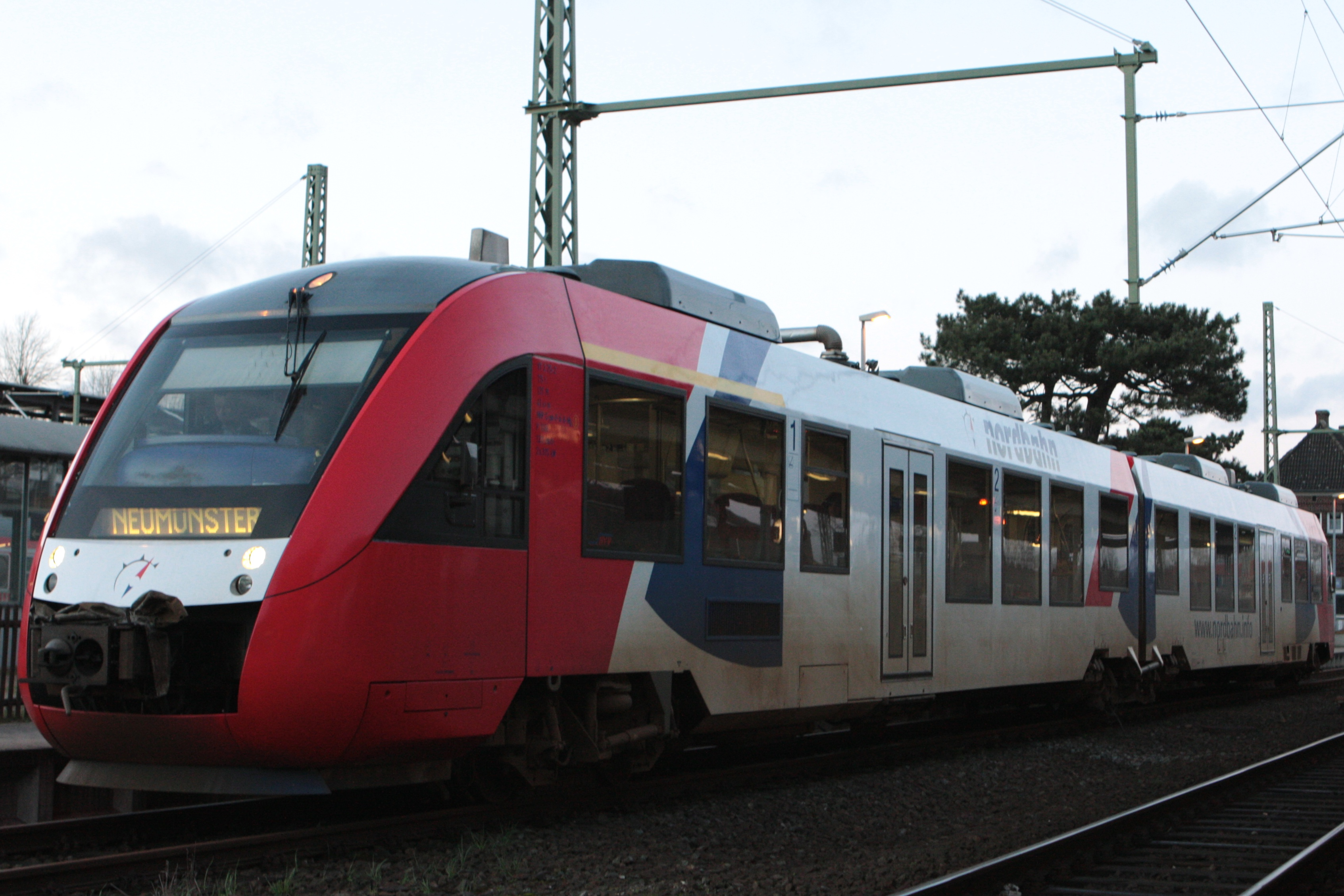
LINT-treinstel van de Nordbahn (2008)

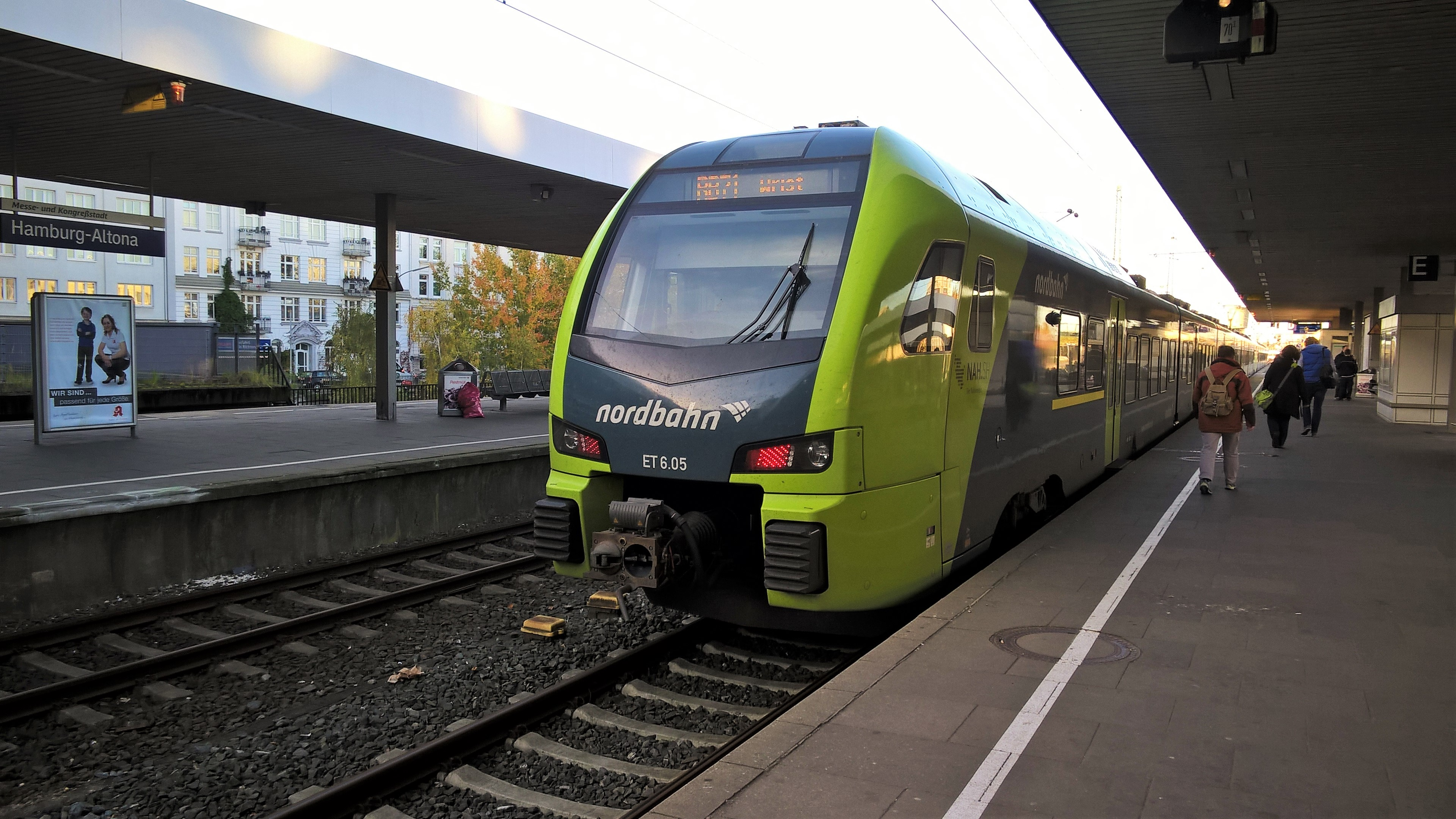
FLIRT 3 van de Nordbahn in station Hamburg-Altona (2015)

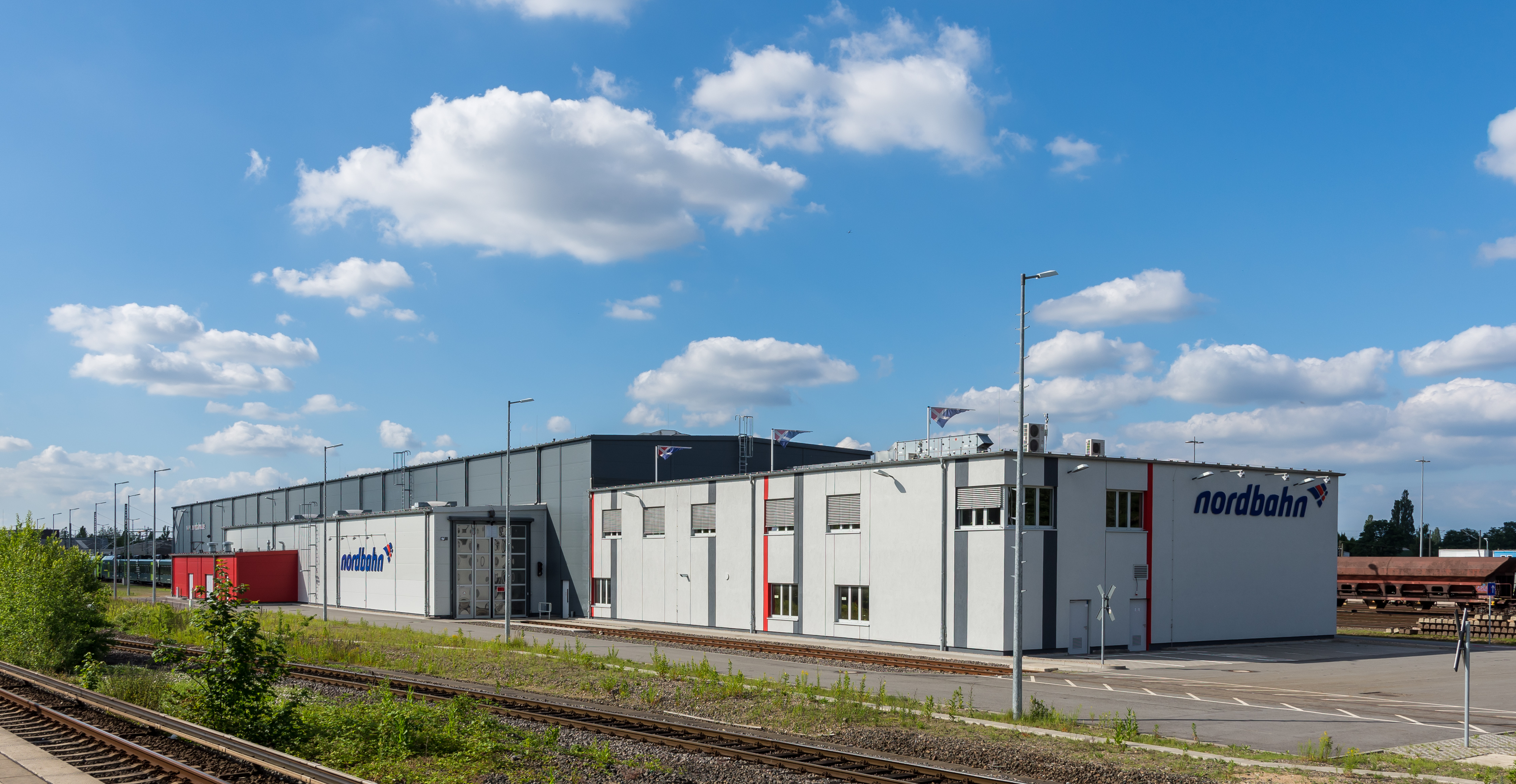
Werkplaats van de Nordbahn in Hamburg-Tiefstack (2017)

De maatschappij exploiteert vier lijnen op in totaal vijf spoorlijnen in de deelstaat Sleeswijk-Holstein.
Van december 2002 tot december 2011 werd de ongeveer 45 kilometer lange spoorlijn Neumünster - Bad Oldesloe. In september 2009 won de Nordbahn een aanbesteding van de verbindingen Neumünster - Bad Oldesloe (eigen verbinding) en Neumünster - Heide - Büsum, die daarvoor door Schleswig-Holstein-Bahn (een merknaam van moedermaatschappij AKN) geëxploiteerd werd. Beide lijnen worden sinds 11 december 2011 voor een periode van tien jaar door Nordbahn bediend.
Deze lijnen worden door zeven treinen van het type LINT 41 bediend. Het materieel wordt in de werkplaatsen van AKN in Kaltenkirchen en Neumünster Süd onderhouden.
In april 2012 won de Nordbahn de aanbesteding voor de exploitatie van 13 jaar vanaf december 2014 voor de twee Regionalbahn-lijnen Hamburg Hbf - Itzehoe en Hamburg-Altona - Wrist. Ze kwam daarmee naast de Deutsche Bahn als winnaar van de concessie "Netz Mitte'' uit de bus. Bij de inzet worden nieuwe treinstellen van het type FLIRT 3 ingezet, waarvan zeven vijfdelige en acht zesdelige. De 15 FLIRT-treinstellen worden in de eigen werkplaats in Hamburg-Tiefstack onderhouden.

### Overzicht van het netwerk
| Lijn  | Route                                                     | Looptijd                      | Materieel              |
| ----- | --------------------------------------------------------- | ----------------------------- | ---------------------- |
| RB 61 | Hamburg Hbf - Pinneberg - Elmshorn - Glückstadt - Itzehoe | december 2014 - december 2027 | Stadler FLIRT 3        |
| RB 63 | Neumünster - Hohenwestedt - Hademarschen - Heide - Büsum  | december 2011 - december 2021 | Alstom Coradia LINT 41 |
| RB 71 | Hamburg-Altona - Pinneberg - Elmshorn - Itzehoe/Wrist     | december 2014 - december 2027 | Stadler FLIRT 3        |
| RB 82 | Neumünster - Bad Segeberg - Bad Oldesloe                  | december 2002 - december 2021 | Alstom Coradia LINT 41 |